# おいしい水
「おいしい水」（おいしいみず、Água de Beber）は、アントニオ・カルロス・ジョビンが作曲し1963年に発表したボサノヴァ。アルバム『The Composer of Desafinado Plays』に収録されている。
映画「アメリカの夜」（イタリア、1961年日本公開）のタイトルで使用された。

## 歌詞
ヴィニシウス・ヂ・モライス作詞のポルトガル語歌詞が付けられている。
英語の歌詞は、ノーマン・ギンベル (Norman Gimbel) が作成している。

## カヴァー
カヴァーしたアーティストの一部である。
- アントニオ・カルロス・ジョビン - 『The Composer of Desafinado Plays』（1963年）収録。
- アストラッド・ジルベルト - 『The Astrud Gilberto Album』（1965年）収録。
- セルジオ・メンデス&ブラジル'66 - 『Herb Alpert Presents Sergio Mendes & Brasil '66』（1966年）収録。
- フランク・シナトラ - 『Sinatra & Company』（1971年）収録。
- エラ・フィッツジェラルド
- 小野リサ - 『The music of Antonio Carlos Jobim "IPANEMA"』（2007年）収録。
- 福間未紗 - 『フェスタ・マニフェスト』収録。独自の歌詞を付している。

YouTubeに、アストラッド・ジルベルトの歌唱に訳詞がついた録音、小野リサの動画、日本のライブハウスでの録画、その他、多くの動画および録音がアップロードされている。